# شهرستان سنیه
شهرستان سنیه (به عربی:  ولاية السنينة) یکی از شهرستانهای استان بریمی در کشور پادشاهی عمان است.